# 9 Pułk Piechoty (Imperium Rosyjskie)
9 Ingermanlandzki pułk piechoty Cesarza Piotra Wielkiego (ros. 9-й пехотный Ингерманландский Императора Петра Великого полк) – oddział piechoty okresu Imperium Rosyjskiego.

## Charakterystyka
Sformowany w 1703.  Nosił nazwy: Staroingermanlandzki pp (1811–1851), pp gen. adiutanta ks. Mienszykowa (1851–1857).
Stacjonował między innymi w m. Kaługa.

 W przededniu I wojny światowej pułk etatowo posiadał cztery bataliony po cztery kompanie oraz kompanię tyłową. Kompania piechoty czasu wojny liczyła około 240 żołnierzy i 4–5 oficerów. Na szczeblu pułku występował także pododdział karabinów maszynowych (8 km), łączności (w tym 14 konnych gońców i 21 telefonistów) i zwiadowczy (64 zwiadowców, w tym 4 kolarzy). W sumie pułk liczył około 4000 żołnierzy.

W  lipcu 1914, na bazie zalążków wydzielonych z pułku, w ramach 2 fali mobilizacyjnej, sformowany został rezerwowy 225 pułk piechoty.

9 pułk piechoty rozformowany został w 1918.

## Podporządkowanie
Lipiec 1914:
- 17 Korpus Armijny – Moskwa[9]
  - 3 Dywizja Piechoty – Kaługa
    - 1 Brygada Piechoty – Kaługa
      - 9 Ingermanlandzki pułk piechoty – Kaługa